# Großsteingräber bei Gogolewko
Die Großsteingräber bei Gogolewko (auch Großsteingräber bei Neu Jugelow genannt) sind mindestens drei megalithische Grabanlagen der jungsteinzeitlichen Trichterbecherkultur bei Gogolewko (deutsch Neu Jugelow), einem Ortsteil der Gmina Dębnica Kaszubska in der Woiwodschaft Pommern in Polen. Sie liegen allerdings auf dem Gemeindegebiet der Gmina Potęgowo (deutsch Prillwitz). Die Gräber 1 und 2 tragen die Sprockhoff-Nummern 595 und 596.

## Lage
Die Gräber 1 und 2 liegen etwa 3 km nordöstlich von Gogolewko nicht weit voneinander entfernt in einem Waldstück. Ihr Standort gehört bereits zur Gmina Potęgowo. Weiter nördlich befindet sich ein drittes Grab. Nach Ernst Sprockhoff könnten sich in der näheren Umgebung die Reste weiterer Großsteingräber befinden. 2,3 km nordnordöstlich von Grab 3 befinden sich die Großsteingräber bei Łupawa (Großsteingräber bei Lupow).

## Beschreibung

### Grab 1
Die Anlage besitzt ein nordost-südwestlich orientiertes trapezförmiges Hünenbett mit einer Länge von 18 m und einer Breite von 6,5 m im Nordosten bzw. 4 m im Südwesten. Von der steinernen Umfassung sind nur noch Reste erhalten. Der östliche Eckstein hat eine Höhe von 1,3 m. Die restlichen Steine sind deutlich kleiner, an der südwestlichen Schmalseite ragen sie kaum aus der Erde heraus. Eine Grabkammer ist nicht auszumachen.

### Grab 2
Diese Anlage besitzt eine nordwest-südöstlich orientierte Grabkammer mit einer Länge von 3 m und einer Breite von 1 m. Sie bestand ursprünglich wohl aus drei Wandsteinpaaren an den Langseiten, je einem Abschlussstein an den Schmalseiten und maximal drei Decksteinen. Erhalten sind noch der südöstliche Abschlussstein, der angrenzende Wandstein der südwestlichen Langseite und die drei Wandsteine der nordöstlichen Langseite. An der Nordostseite stehen der mittlere und der nördliche Stein noch in situ, der südliche ist ins Innere der Kammer gekippt. Wo sich der ursprüngliche Zugang zur Kammer befunden hat, ist unklar. Somit lässt sich auch der genaue Grabtyp nicht sicher bestimmen.

### Grab 3
Von dem dritten Grab sind nur einige Steine erhalten, die über eine größere Fläche verstreut liegen. Vermutlich handelt es sich um Reste der Umfassung eines Hünenbetts.